# Diradius fairchildi
Diradius fairchildi is een insectensoort uit de familie Teratembiidae, die tot de orde webspinners (Embioptera) behoort. De soort komt voor in Panama.
Diradius fairchildi is voor het eerst wetenschappelijk beschreven door Ross in 1992.